# HDD Olimpija Lublana
Olimpija Lublana – słoweński klub hokejowy z siedzibą w Lublanie.
Od 2007 do 2017 klub występował w austriackich rozgrywkach EBEL. W 2017 drużyna HK Olimpija przystąpiła do rozgrywek Alps Hockey League. W 2022 klub przeniesiono do austriackich rozgrywek ICE Hockey League.

## Informacje ogólne
- Nazwa: HDD Olimpija Lublana
- Rok założenia: 1929
- Barwy: zielono-białe
- Lodowisko: Hala Tivoli
- Adres: Celovška 25, SI - 1000 Lublana
- Pojemność: 5000

## Sukcesy
- Złoty medal mistrzostw Jugosławii: 1972, 1974, 1975, 1976, 1979, 1980, 1983, 1984
- Złoty medal mistrzostw Słowenii: 1995, 1996, 1997, 1998, 1999, 2000, 2001, 2002, 2003, 2004, 2007, 2012, 2013, 2014
- Brązowy medal Alpenligi: 1996
- Srebrny medal Alpenligi: 1998
- Złoty medal Interligi: 2001, 2002
- Złoty medal Alps Hockey League: 2019, 2021